# Michèle Ramsay
Pour les articles homonymes, voir Ramsay.
Michèle Ramsay est une généticienne sud-africaine, professeure de génétique humaine au National Health Laboratory Service (en) et à l'université du Witwatersrand. Les recherches de Ramsay portent sur les troubles monogéniques, l'épigénétique, l'obésité et l'hypertension artérielle.

## Carrière et impact
Michèle Ramsay obtient son doctorat à l'Université du Witwatersrand. Ramsay est titulaire de la chaire de recherche de la Fondation nationale pour la recherche d'Afrique du Sud sur la génomique et la bio-informatique. Ses intérêts de recherche comprennent l'épidémiologie moléculaire (en) des troubles monogéniques, l'épigénétique des troubles du spectre de l'alcoolisation fœtale étudiés à l'aide de modèles murins et la compréhension des facteurs de risque génétiques et environnementaux de l'obésité et des maladies associées,. Elle s'intéresse également au développement osseux, aux maladies rénales liées au VIH et au glaucome dans les populations sud-africaines.
Ramsay est directrice intérimaire du Sydney Brenner Institute for Molecular Bioscience (Université de Wits), qui se concentre sur la compréhension moléculaire des maladies non transmissibles dans les populations africaines ; co-directrice d'un projet de formation financé par les National Institutes of Health (NIH) et intitulé « Wits Non-Communicable Disease Research Leadership Program ». Elle est co-instigateur de la première phase du « Southern African Human Genome Programme » ; elle est présidente de la Southern African Society for Human Genetics et présidente du Wits Bioinformatics Steering Group. Elle est co-responsable d'un axe de recherche interfacultaire, « Molecular Biosciences : Health for Africa ». 
Elle est également coprésidente du Consortium international des cohortes de plus de cent mille personnes (International Hundred Thousand+ Cohorts Consortium, IHCC). Son équipe de recherche explore les variations génétiques dans les populations africaines et cherche à comprendre les interactions gène-gène et gène-environnement qui influencent le risque de maladie. Elle est convaincue que la collaboration étendue, les grands ensembles de données et les nouvelles techniques d'analyse sont les catalyseurs des connaissances qui alimentent les approches de médecine de précision (en particulier avec un accent sur les populations africaines) et l'émergence de nouvelles perspectives sur l'histoire démographique des humains anatomiquement modernes et les forces évolutives qui ont façonné le paysage génétique et la santé des populations existantes.
Ramsay a publié plus de 140 articles universitaires évalués par des pairs.

## Prix et distinctions
Elle est membre de l'Académie des sciences d'Afrique du Sud. 
Elle est présidente de la Société africaine de génétique humaine de 2014 à 2019,.
Elle est la lauréate du South African Women in Science Awards (SAWiSA) 2019 : Distinguished Women in the Natural (Life and Physical) Sciences and Engineering category (Femmes distinguées dans les sciences naturelles (vie et physique) et l'ingénierie).

## Publications
- (en) Ananyo Choudhury, Shaun Aron, Dhriti Sengupta, Scott Hazelhurst et Michèle Ramsay, « African genetic diversity provides novel insights into evolutionary history and local adaptations », Human Molecular Genetics, OUP,‎ 8 mai 2018 (ISSN 0964-6906 et 1460-2083, OCLC 39511714, PMID 29741686, PMCID 6061870, DOI 10.1093/HMG/DDY161).

Elle est co-rédactrice et auteure d'un manuel, "Molecular Medicine for Clinicians" (Wits University Press, 2009).